# Георг Лейббрандт
Георг Лейббрандт (нім. Georg Leibbrandt; 5 вересня 1899, в Гоффнунгфельд, нині с. Торосове, Захарівський район, Одеська область — 16 липня 1982, Бонн) — німецький державний і політичний діяч. Керівник східного відділення управління зовнішньої політики НСДАП. Керівник головного управління політики в імперському міністерстві окупованих східних територій (1941–1943).

## Біографія
Народився в німецькій колонії Гоффнунгсфельд (нім. Hoffnungsfeld, Тираспольський повіт, Херсонська губернія, Російська імперія), нині село Торосове Захарівського району, Одеської області, Україна, в селянській сім'ї німецьких колоністів зі Швабії. 
В ранньому віці емігрував у Німеччину на навчання. В 1920 році почав вивчати теологію, історію та філологію. В 1926 році Лейпцизький університет присудив йому ступінь Доктора філософії. Спеціалізувався на Росії, відвідував Радянський Союз у 1926, 1928 і 1929 роках. З 1929 года — співробітник Імперського архіву.
З 1931 по 1933 — як стипендіат фонду Рокфеллера знаходився у США.
1 липня 1933 року вступив до НСДАП. Зайняв пост керівника східного відділення управління зовнішньої політики нацистської партії. В 1941, після нападу Німеччини на СРСР, бул запрошений Розенбергом у новостворене Імперське міністерство окупованих східних територій, став головою головного управління політики цього міністерства.
У 1942 році разом з А. Маєром був представником міністерства на Ванзейській конференції.
У лютому 1943 року презентував меморандум про Російський національний комітет і Російську визвольну армію.
Влітку 1943 року пішов з державної служби, добровільно вступив в армію, направлений до Кригсмарине.
Після війни арештований та інтернований союзниками. В 1945–1949 рр. знаходився в ув'язненні, проте був визнаний невинним в злочинах і в травні 1949 року звільнений.